# Hiltersried
Hiltersried ist ein Ortsteil der Gemeinde Schönthal im Oberpfälzer Landkreis Cham (Bayern).

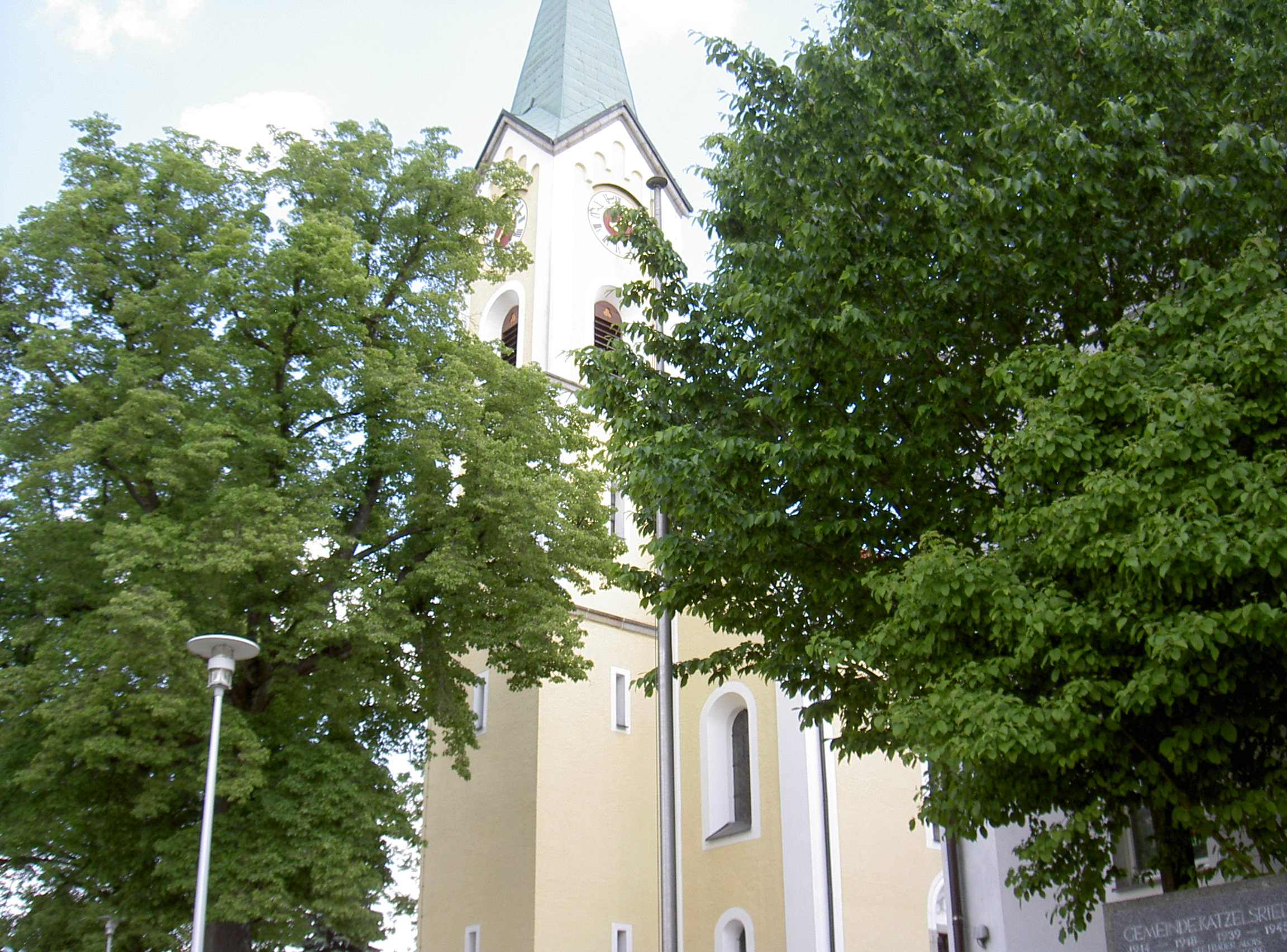
Kirche „Johannes der Täufer“ in Hiltersried

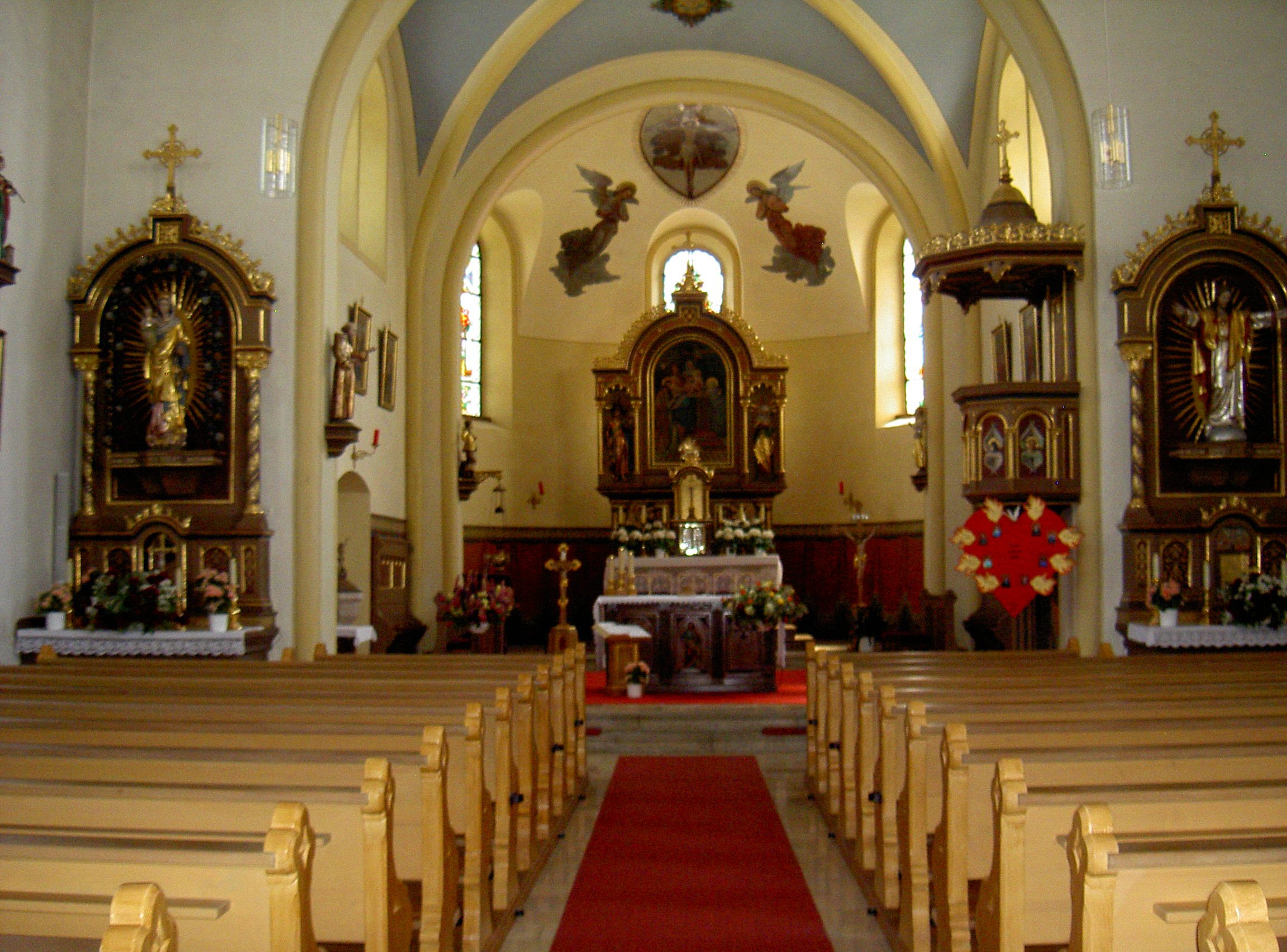
Innenansicht der Kirche von Hiltersried

## Geographische Lage
Hiltersried liegt etwa drei Kilometer nordwestlich von Schönthal an der Staatsstraße 2400. In Hiltersried beginnt die Staatsstraße 2150.

## Geschichte

### Von den Anfängen bis zur Reformation
Die erste urkundliche Erwähnung von Hiltersried datiert in das Jahr 1289; der Ort dürfte aber bereits in der Zeit um 1000 gegründet worden sein. Im Jahre 1290 kam Hiltersried (damals: „Hitoldesriut“) an das Kloster Schönthal und blieb bei Schönthal, bis es am 27. November 1914 exponierte Kooperatur wurde. Am 21. September 1433 wurden die Hussiten in der Schlacht bei Hiltersried durch eine von Herzog Johann aus dem Oberpfälzer Landvolk gesammelte Mannschaft besiegt. Es war dies der erste Sieg über die bis zu diesem Zeitpunkt als unüberwindlich geltenden Hussiten.

### Von der Reformation bis zur Rekatholisierung
Ab 1556 herrschte Kurfürst Ottheinrich über die Oberpfalz. Er führte 1557 mit einem vom Theologen Andreas Osiander ausgearbeiteten Edikt das lutherische Bekenntnis in der Oberpfalz ein. Infolgedessen wurde 1557 die Oberpfalz in Superintendenturen aufgeteilt. Hiltersried gehörte als Teil von Schönthal zur 15. Superintendentur. 1557 betreute Hans Ehringer, ein ehemaliger Schönthaler Mönch und nun (lutherischer) Pfarrer die Filiale Hiltersried. Bereits am 25. Januar 1558 erhielt Johannes Cuprifaber (= Kupferschmied), der vorher Kaplan in Waldmünchen war, zusammen mit einem Cooperator die Pfarrei Rötz mit ihrer Filiale Hiltersried.
1559 wurde Friedrich III. (Pfalz), der Vetter des kinderlos verstorbenen Ottheinrichs, Kurfürst. Dieser führte den Calvinismus in der Oberpfalz ein und ließ alle Bilder aus den Kirchen entfernen. 1572 war Pfarrer Georg Holzgartner, der mit einer Wirtstochter aus Etterzhausen verheiratet war, zuständig für Hiltersried.
Dem Friedrich III. folgte 1576 sein Sohn Ludwig VI., der lutherisch war, was bedeutete, dass die Einwohner der Oberpfalz lutherisch werden mussten. Ludwig VI. verjagte die kalvinischen Prediger und ließ wieder Bilder in den Kirchen aufhängen. Von 1576 bis 1583 war Hiltersried lutherisch, dann musste es wieder kalvinisch werden, weil der kalvinische Kasimir Nachfolger von Ludwig VI. wurde und für neun Jahre Administrator der Kurpfalz und Vormund des minderjährigen Friedrich IV. war.
1613 war kalvinische Visitation in Hiltersried. Zu dieser Zeit war Herr von Berlachingen Besitzer des Landsassengutes in Hiltersried und Philipp Gessert Pfarrer in Hiltersried. Unter Friedrich IV. und Friedrich V. blieb Hiltersried bis 1625 kalvinisch.

### Von der Rekatholisierung bis zur Säkularisation
Als Friedrich V. durch den katholischen Maximilian am 9. November 1620 bei der Schlacht am Weißen Berg besiegt wurde und Maximilian die Oberpfalz eroberte, begann die Rekatholisierung.
Der letzte kalvinische Pfarrer von Hiltersried war Samuel Stör 1619–1626. Ihm folgte 1626 der katholische Pfarrer Johann Hackher, der aber bereits 1627 wegen Trunksucht durch Pfarrer Michael Stockher abgelöst wurde. Er betreute von Schönthal aus Biberbach, Treffelstein und Hiltersried. Landsasse von Hiltersried war zu dieser Zeit Andreas Georg von Berlachingen.
1634 durchzogen schwedisch-weimarische Truppen unter dem Oberst George Christoph Taupadell die Oberpfalz und brannten in Hiltersried die Kirche, 14 Häuser und alles, was aus Holz war, nieder. 1634 und 1635 wütete die Pest in der Region.
1650 wird über Hiltersried berichtet, dass dort vor 16 Jahren (1634, s. o.) die Kirche samt dem Dorf niedergebrannt und seitdem nicht wieder aufgebaut wurde und wegen der Armut auch keine Hoffnung auf einen Wiederaufbau besteht. Im Diözesanmatrikel von 1665 wird dann wieder die Kirche von Hiltersried mit einem beschädigten Altar erwähnt. Hiltersried wurde seelsorglich vom Kloster Schönthal aus versorgt, das 1669 wieder in seine vollen Rechte eingesetzt wurde.
Das Bier musste Hiltersried bei den Brauereien in Rötz, Neunburg vorm Wald und Waldmünchen kaufen. 1623 konnte der Landsasse von Treffelstein, Endres Georg von Berlachingen, beim Kurfürsten die Erlaubnis zum Bau eines eigenen Brauhauses erlangen. Wegen des Einspruchs von Rötz, Neunburg vorm Wald und Waldmünchen durfte er aber nur für den eigenen Bedarf brauen. Erst Elisabeth Gräfin von Töring setzte 1670 beim Kurfürsten Ferdinand Maria die Genehmigung durch, auch Hiltersried beliefern zu dürfen.

### Von der Säkularisation bis zur Gegenwart
Bei der Säkularisation 1802 wurde das Kloster Schönthal aufgelöst. Trotzdem wurde Hiltersried weiterhin von Schönthal aus seelsorglich betreut.
Die heutige Pfarrkirche Hl. Johannes der Täufer (auch: St. Johann Baptist) wurde 1855 oder 1878 neu erbaut und am 7. Juli 1883 konsekriert.
Zum Stichtag 23. März 1913 (Osterfest) wurde Hiltersried mit 47 Häusern und 250 Einwohnern aufgeführt. Es wurde am 27. November 1914 exponierte Kooperatur (von Schönthal). Am 18. Oktober 1921 wurde die Pfarrei Hiltersried errichtet. Sie hatte am 31. Dezember 1990 234 Einwohner. Heute gehört Hiltersried zur Seelsorgeeinheit Schönthal – Döfering – Hiltersried und zum Dekanat Cham.

## Vereine
- Freiwillige Feuerwehr Hiltersried
- Volks- und Gebirgstrachtenverein Hiltersried
- RuKK Hiltersried
- KLJB Hiltersried
- Frauenbund Hiltersried
- Bierlschützen
- Obst- und Gartenbauverein